# Bleach: Memories of Nobody
Bleach: Memories of Nobody (jap. 劇場版BLEACH Memories of Nobody Gekijōban BLEACH Memories of Nobody) – japoński film animowany zrealizowany w 2006 roku na podstawie mangi Bleach w reżyserii Noriyukiego Abe. Muzykę do filmu skomponował Shirō Sagisu.
W Polsce film ten został wydany 4 kwietnia 2011 roku przez Vision na nośnikach DVD.

## Fabuła
Ichigo Kurosaki i Rukia Kuchiki są Soul Reapers, żołnierzami, którym powierzono prowadzenie dusz zmarłych ze Świata Żywych do królestwa życia pozagrobowego znanego jako Soul Society i walczących z Hollowami, potwornymi zagubionymi duszami, które są niewidoczne dla zwykłych ludzkich oczu, które mogą szkodzić zarówno duchom, jak i ludziom. Po pokonaniu Hollowa w lokalnym parku, niezidentyfikowane duchy przypominające duchy zaczynają się pojawiać, zanim tajemniczy Soul Reaper o imieniu Senna pojawi się i zniszczy duchy. Ichigo i Rukia konfrontują się z nią, ale ona odmawia odpowiedzi na żadne pytania i odchodzi. Ichigo podąża za Senną, a Rukia wraca do Soul Society w poszukiwaniu odpowiedzi.
Ścigając Sennę, Ichigo spotyka wysłanników Soul Society, którzy są na Ziemi, aby zbadać tajemnicze odbicia ludzkiego świata, który pojawia się w Soul Society. Odkrywają, że widziane wcześniej duchy to „Blanki”, grupa dusz cierpiących na amnezję, które zaginęły w przestrzeni między Soul Society a prawdziwym światem, a których wspomnienia łączą się, tworząc jedną istotę, „Shinenju”. W tej przestrzeni pośredniej duchy tworzą „Dolinę Krzyków”; chociaż jest to zjawisko naturalne, to zderzenie z dwoma światami, co nie jest naturalne. Więc wywnioskowali, że ktoś robi to, aby zdobyć Shinenju, a Żniwiarze Dusz zebrali się osobno, aby go znaleźć. Później Senna zostaje zaatakowana przez tajemniczą grupę, a Ichigo odpiera ich bez ich motywów.
Po tym, jak Ichigo i Senna ponownie łączą dwie zagubione dusze, kilku oficerów Soul Society i niektóre siły zbrojne deklarują, że Senna jest prawdziwym Shinenju i nakazuje Ichigo, by ją oddał (dlatego Senna przywołuje przypadkowe, sprzeczne ze sobą wspomnienia, ponieważ żadne z nich nie pasuje do niej), ale Ichigo odmawia, ceniąc ją jako istotę. Zapewnia Sennę, że niezależnie od tego, jak została poczęta, nadal jest sobą. Tajemnicza grupa nazywająca siebie „Mrocznymi”, wygnana z Soul Society w poszukiwaniu zemsty za przeszłość, przybywa i porywa Sennę, walcząc jednocześnie z Soul Reapers. Mroczni zabierają Sennę do Doliny Krzyku i przyczepiają ją do urządzenia zasilanego przez Blanki, które mogą spowodować zawalenie się Doliny, co doprowadzi do kolizji między prawdziwym światem a Soul Society, która zniszczy oba.
Rukia udaje się po posiłki z Soul Society, ale ich główny kapitan chce zniszczyć Dolinę, zanim się zawali, i odmawia zlecenia misji ratunkowej, której pozostała tylko godzina. W Dolinie Ichigo nie udaje się pokonać dużej liczby Blanków i Mrocznych, ale zostaje uratowany przez przybycie swoich odpowiedników Soul Reaper. W międzyczasie główny kapitan jest przekonany, by przedłużyć zniszczenie Doliny, aby znajdujące się tam siły Żniwiarzy Dusz mogły ukończyć misję i wcześniej uciec z Doliny. Żniwiarze Dusz szybko pokonują Dark Ones i Blanks, podczas gdy Ichigo pokonuje ich przywódcę, Ganryu. Siły Soul Reaper szybko opuszczają portal Doliny i wracają do prawdziwego świata, zadowolona z ukończenia misji.
Jednak proces rozpadu trwa, zanim Senna poświęci się, aby odsunąć oba światy. Następnie, gdy oba światy zostały ocalone, Senna, osłabiona jej wysiłkami, prosi Ichigo, aby zabrał ją na cmentarz, aby mogła zobaczyć swoje imię na jej nagrobku, który miał jedno z imion Blanka, którego pamięć Senna miała; Ichigo kłamie i mówi jej, że jest na nim jej imię. Wierząc mu, wyraża zadowolenie, że kiedyś miała własne życie, zanim zniknęło. Rukia zauważa, że gdy moc Blanków zniknie, znikną wszystkie wspomnienia Senny, ponieważ technicznie rzecz biorąc, nigdy nie istniała. Po napisach końcowych Ichigo idąc po moście widzi czerwoną wstążkę, którą kupił dla Senny, spływającą z nieba i widzi dziewczynę, która ją przypomina, biegnącą obok niego. Chętnie zachowuje ich pamięć dla siebie.